# Białystok (tỉnh 1919–1939)
Tỉnh Białystok (tiếng Ba Lan: Województwo białostockie) là một đơn vị hành chính của Ba Lan giữa hai thế chiến (1918–1939). Thủ phủ và thành phố lớn nhất của tỉnh là Białystok với dân số hơn 91.000 người. Sau cuộc xâm lược của Đức Quốc xã và Liên Xô vào Ba Lan, tỉnh bị cả hai đội quân xâm lược chiếm đóng và bị chia cắt theo hiệp ước ranh giới giữa Đức Quốc xã và Liên Xô.

## Địa lý
Tại Ba Lan giữa hai thế chiến (1918–1939), tỉnh Bialystok nằm ở trung bắc của đất nước. Nó giáp với Đức (Đông Phổ) ở phía tây bắc, Litva ở phía đông bắc, tỉnh Wilno và tỉnh Nowogródek ở phía đông, tỉnh Polesie và tỉnh Lublin ở phía nam và tỉnh Warszawa ở phía tây. Diện tích của tỉnh là 26.036 km². Cảnh quan bằng phẳng, với Rừng Bialowieza hùng vĩ nằm ngay chính giữa.

## Dân cư
Cư dân trong tỉnh chủ yếu là người Ba Lan (vào năm 1931, họ chiếm 66,9% dân số), và cũng có các nhóm thiểu số đáng kể là người Belarus (16,3%) và người Do Thái (12,1%). Điều thú vị là vào năm 1931, 2,8% cho rằng tiếng Nga là tiếng mẹ đẻ của họ. Dân số theo điều tra dân số Ba Lan năm 1931 là 1.263.300 người.
Theo dữ liệu của Ba Lan từ tháng 4 năm 1939, thành phần dân tộc của tỉnh Białystok như sau: 71,1% người Ba Lan, 13,5% người Belarus, 11,9% người Do Thái, 2,2% người Nga, 0,9% người Litva, 0,5% người Đức.

## Lịch sử
Từ ngày 10 tháng 7 năm 1930 đến cuối tháng 2 năm 1934, Marian Zyndram-Kościałkowski là tỉnh trưởng của Białystok. Trong thời gian này, ông sắp xếp hợp lý hóa bộ máy hành chính, tăng cường giám sát các quan chức và ưu tiên phát triển hệ thống cống rãnh và đường phố ở Bialystok. Ông cũng thành lập Ủy ban Khu vực về Thất nghiệp, cũng như đóng góp vào việc thành lập Phòng Nông nghiệp Białystok và đảm bảo sự tham gia của các doanh nhân vào Hội chợ Bialystok Vilnius lần thứ hai. Ông cũng là một trong những người sáng lập Câu lạc bộ thể thao Jagiellonia Białystok (mà ông là chủ tịch danh dự của câu lạc bộ).
Tháng 11 năm 1930, Marian Zyndram-Kościałkowski một lần nữa trở thành nghị sĩ (ông đứng thứ 17 trong danh sách của Khối phi đảng phái hợp tác với chính phủ (BBWR).

## Hành chính
| 1919–1938 - Augustów - Białystok - Białystok - Bielsk - Grodno (huyện) - Łomża - Ostrołęka - Ostrów Mazowiecka - Sokółka - Suwałki - Szczuczyn - Wołkowysk (huyện) - Wysokie Mazowieckie - Białowieża (4 tháng 2 năm 1921 đến 31 tháng 7 năm 1922) | 1938–1939 Sau 1 tháng 4 năm 1938, tỉnh gồm mười huyện: - Augustow (diện tích 2 035 km2, dân số 74 800) - Białystok (diện tích 39 km2, dân số 91 100) - Białystok (diện tích 3 079 km2, dân số 140 100) - Bielsk (diện tích 4 989 km2, dân số 204 500) - Grodno (diện tích 4 459 km2, dân số 213 100) - Sokolka (diện tích 2 333 km2, dân số 103 100) - Suwalki (diện tích 2 246 km2, dân số 110 100) - Szczuczyn (diện tích 1 451 km2, dân số 68 200) - Wolkowysk (diện tích 3 938 km2, dân số 171 300) - Wysokie Mazowieckie (diện tích 1 467 km2, dân số 87 000) |

Thành thị

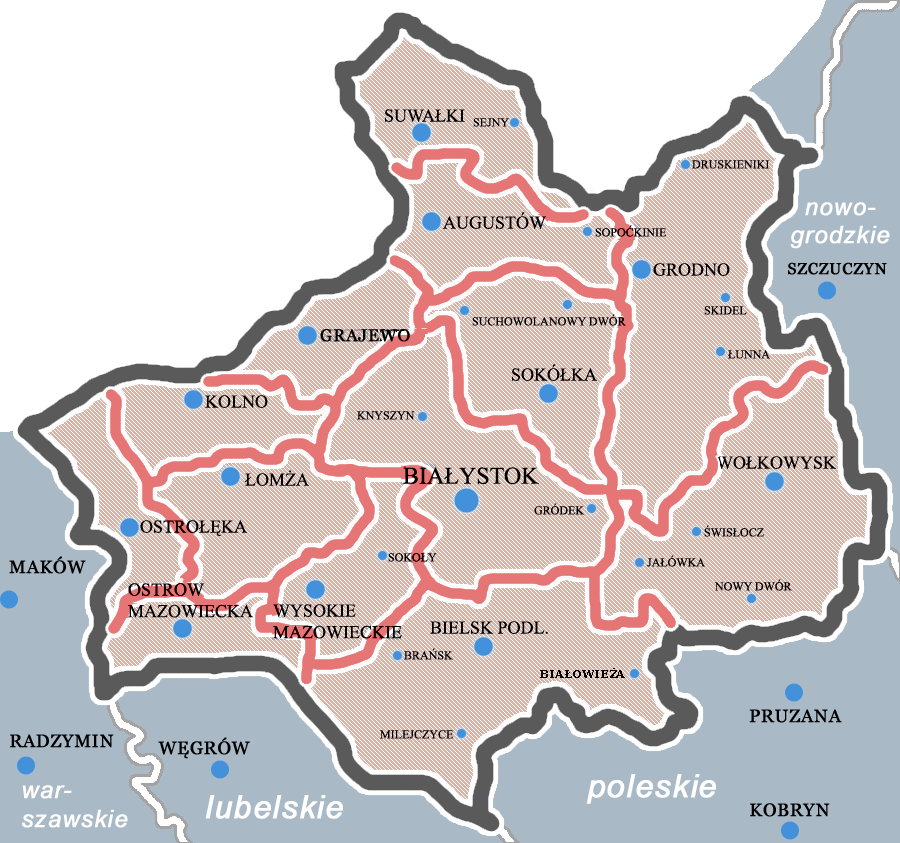
Các huyện của tỉnh Białystok từ 1919 đến 1921 và 1922–1939.

Tỉnh bao gồm mười ba huyện (powiaty):
Theo điều tra dân số năm 1931, các thành phố quan trọng nhất là:
- Bialystok (dân số 91 100),
- Grodno (dân số 49 700),
- Suwalki (dân số 21 800),
- Wolkowysk (dân số 15 100),
- Augustow (dân số 12 100).

## Kinh tế
Trong thời kỳ giữa hai thế chiến, tỉnh Białystok là một phần của cái gọi là "Ba Lan B ". Điều này có nghĩa là nó kém phát triển, với 23,1% dân số mù chữ. Mạng lưới đường sắt khan hiếm (tổng chiều dài 1.377 km, mật độ – 4,2 trên 100 km²), và diện tích rừng bao phủ 24,4% diện tích của tỉnh. Thành phố Białystok (dân số đạt 107.000 người vào năm 1939) là trung tâm công nghiệp duy nhất của tỉnh. Nông nghiệp còn ở trình độ thấp.

## Thống đốc
- Stefan Badzynski, 19 tháng 11 năm 1919 – 18 tháng 10 năm 1920
- Stefan Kołek, tháng 5 năm 1920 – tháng 9 năm 1920 (quyền)
- Stefan Popielawski, tháng 9 năm 1920 – 12 tháng 7 năm 1924 (đến ngày 3 tháng 11 năm 1920 – quyền)
- Marian Rembowski, 12 tháng 8 năm 1924 – 24 tháng 11 năm 1927
- Karol Kirst, 24 tháng 11 năm 1927 – 10 tháng 7 năm 1930
- Marian Zyndram-Kościałkowski, 10 tháng 7 năm 1930 – 8 tháng 3 năm 1934
- Stanisław Michałowski, 8 tháng 3 năm 1934 – 29 tháng 9 năm 1934 (quyền)
- Stefan Pasławski, 29 tháng 9 năm 1934 – 14 tháng 7 năm 1936
- Stefan Kirtiklis, 17 tháng 7 năm 1936 – 9 tháng 9 năm 1937
- Henryk Ostazewski, 9 tháng 11 năm 1937 – 10 tháng 9 năm 1939 (đến 22 tháng 12 năm 1937 quyền)